# 緊圧茶

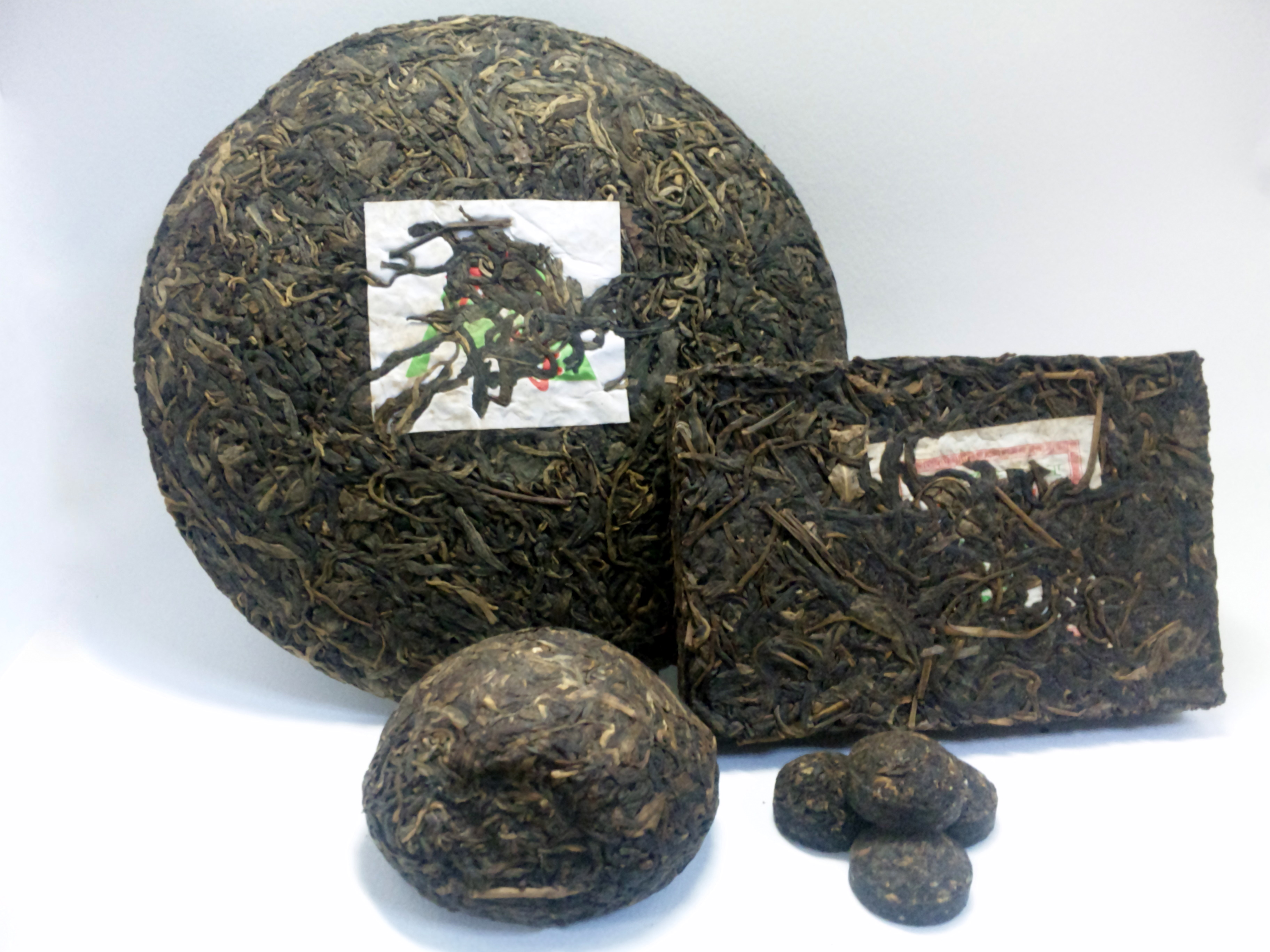
緊圧茶を代表する形状のうち、餅茶、碑茶、沱茶、小沱茶。画像はすべて普洱茶である。

緊圧茶(きんあつちゃ)とは、茶葉を圧縮成形して固めた、加工された中国茶の茶葉の形状を表す言葉である。団茶、片茶、圧縮茶、固形茶とも呼ばれる。

## 概要
製茶の過程で茶葉を圧縮し固めたものである。緊圧茶に対して、ばらばらな状態の茶葉を散茶(さんちゃ)と呼ぶ。圧縮成形の工程が、茶を生産する工程に組み込まれている場合は、製茶された茶葉にさらに手を加える二次加工茶(再加工茶)とは呼ばず、基本茶であると見なされている。
茶を生産できるのは、温暖で多湿な気候にほぼ限られる。茶が製造されだした当時の輸送技術で散茶を運ぶと、その途上で湿気を吸ったり、運搬中揺られるうちに少しずつ砕けていくなどの問題が発生した。また長期保存も難しい。そうした課題を解消し、保存や運搬を容易にするために圧縮成形されるようになった。
唐代から宋代にかけて生産されていた茶は緊圧茶が主流であった。当時は茶葉を細かく砕いたものを圧縮成形している。その緊圧茶の名称は様々あるが、団茶という名称が現在でも知られている。明代に入ると散茶が主流となる。現在でも緊圧茶は流通しており、中でも製茶の過程に圧縮成形が含まれている黒茶に多く見られる。

## 主な形状
緊圧茶は、様々な形状に加工できるため、形や重さが多岐に渡る。この項では、その中でも一般的なものを解説する。

### 餅茶
餅茶(ビンチャ、へいちゃ、もちちゃ)、円茶は、丸餅を模した緊圧茶である。表面はやや盛り上がった丘陵状、裏面は中央部にくぼみが作られている。

一般的なサイズは、直径約20センチメートル、重さ約350グラム、中心部分の厚み2.5センチメートルであるが、最近ではそれよりも小さなサイズのものも生産されるようになった。

“七子餅茶”と表記されているものは、もともと餅茶7つを積み重ねて1つの筒状にして梱包しており、その7つのうちの1つであるという意味である。

茶壷1つ分にちょうどいいサイズに整形された小さなものもあり、小餅茶と呼ばれている。

なお、団茶を、餅茶と同じ意味として扱われる事がある。

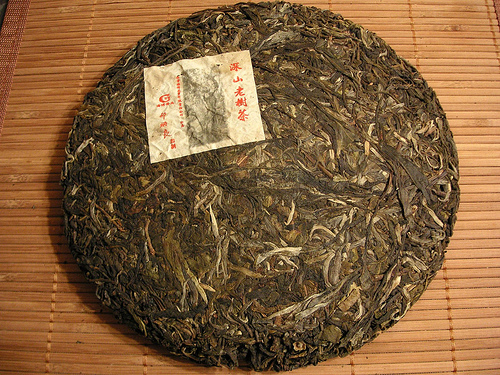
七子餅茶の表側
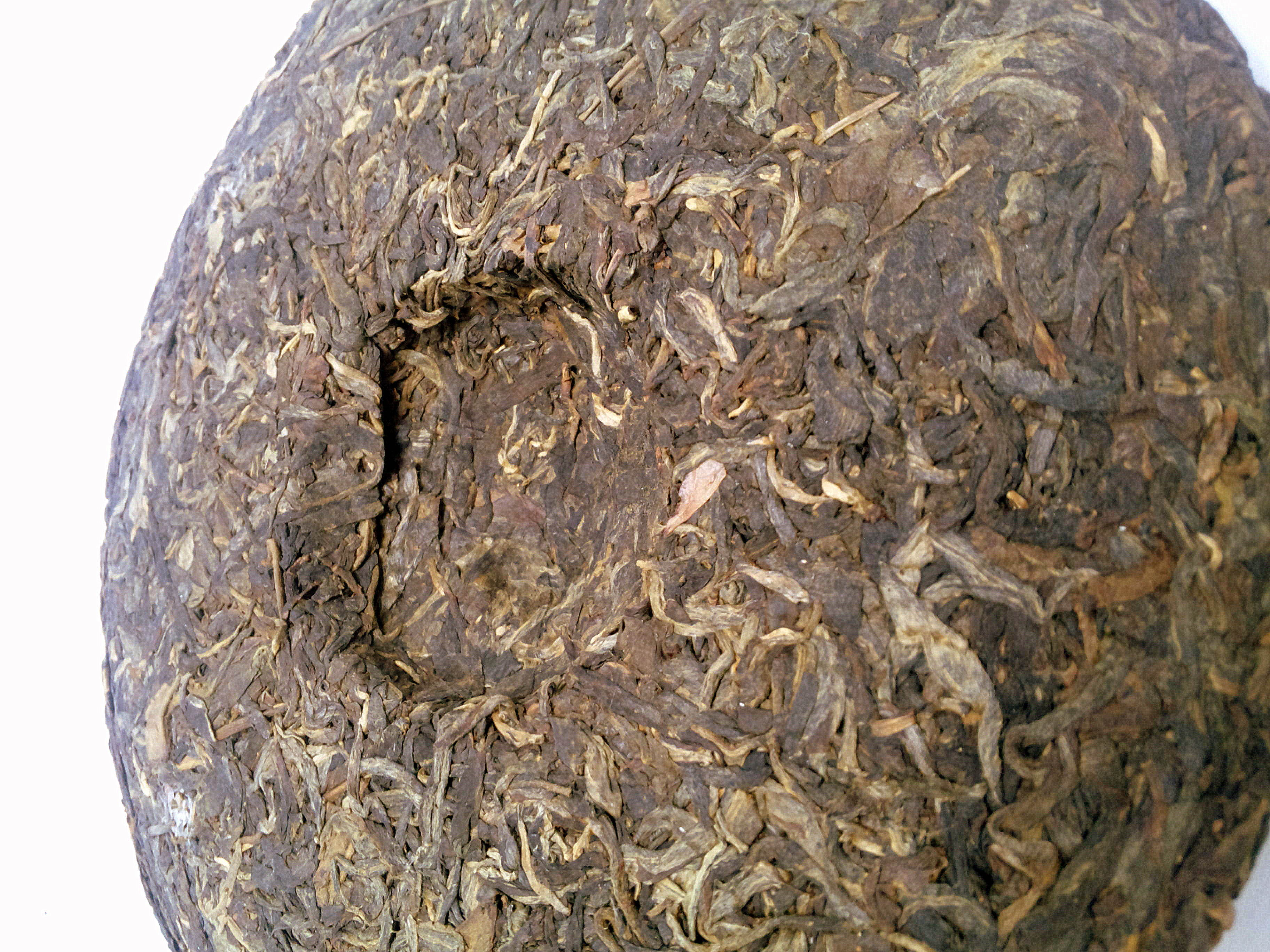
七子餅茶の裏側

### 沱茶
沱茶(トウチャ、だちゃ)は、1917年に雲南省の製茶場が開発した形状である。もともとはお椀のような形状を表す『坨(い)茶』と名付けられていたが、沱江の水で淹れるとおいしいとのことから現在の名称に改名された。

沱茶は、プーアル茶だけでなく、緑茶にも見られる。
沱茶にも様々な形状がある。カボチャのような形状の金瓜や、茶壷1つ分にちょうどいいサイズに整形された小沱茶などがある。

締茶(ジンチャ)も、沱茶の一種である。キノコあるいは駒のような形状をしている。七子餅茶と同じく、7つを1梱包単位として竹の皮でまとめて梱包される。しかし、この形状に加工されることは少ない。雲南省で生産されている。

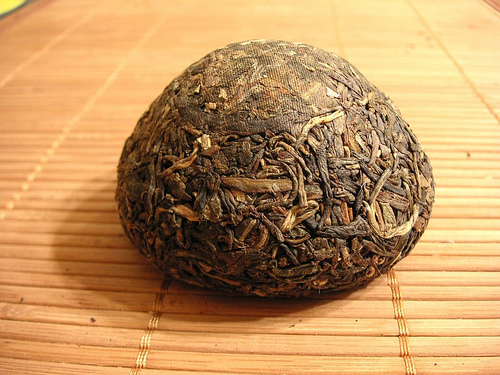
沱茶
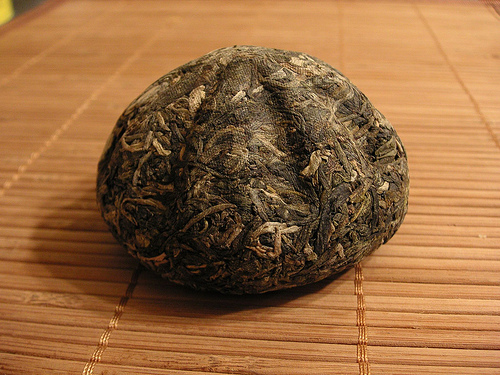
金瓜
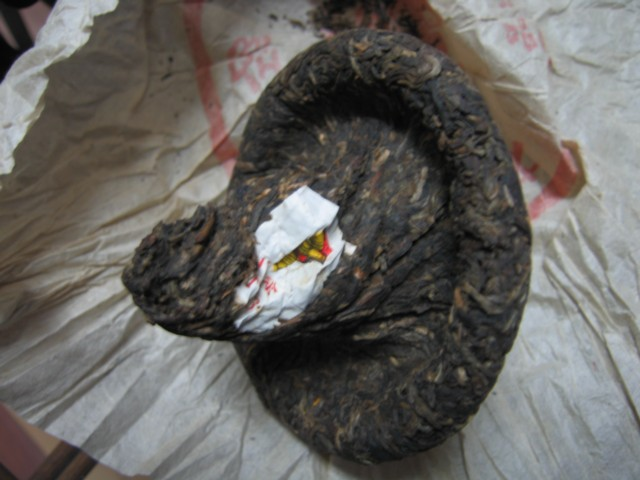
締茶

### 磚茶
磚茶(ジュアンチャ、ひちゃ、とうちゃ、せんちゃ)は、英語圏ではTea brickと呼ばれていて、『磚』とは煉瓦という意味で、煉瓦あるいは敷石のような薄い長方形の板状のものを指す。新疆ウイグル自治区の回教徒の為に、持ち運びに便利なように加工されたのが始まりとされる。チベットの「バター茶」も磚茶をほぐして煎じて作り、「茶馬古道」で雲南からチベットへ運ばれたのもこうした茶である。

黒茶を原料とする黒磚茶や茯磚茶(湖南省)、老青茶を原料とする青磚茶(湖北省)、紅茶を圧縮成形した米磚茶(四川省)などがある。ただし花磚茶は、同じ磚茶という名称を使用してはいるものの円柱形である。日本でも明治から第二次大戦前までは熊本県宇城市小川町などで紅磚茶が生産され中国やロシア方面に輸出されていた。

方茶(ホウチャ)も、磚茶の一種。平たい正方形に整形される。上面に文字があしらわれていることが多い。

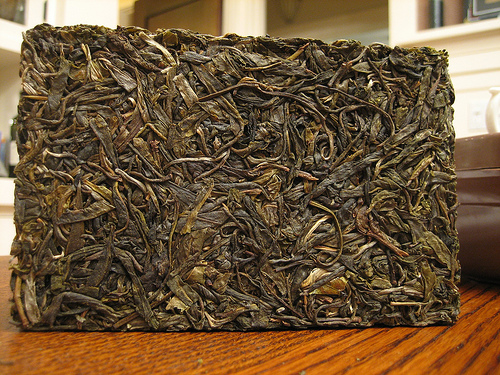
磚茶
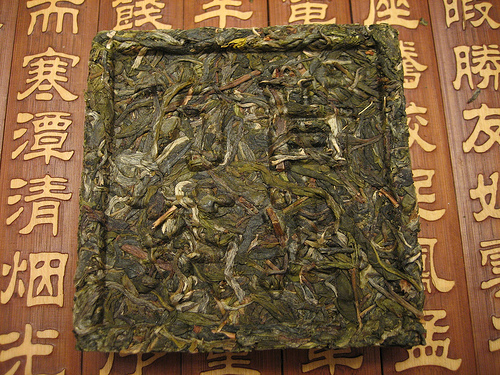
方茶